# Mashable
Mashable (Mashable Inc.) es un blog de noticias de Internet, fundado por Pete Cashmore en julio de 2005. Con un ranking de tráfico  de 346 (170 a nivel de Estados Unidos), según Alexa, se ubica como uno de los blogs más importantes en Internet. Mashable trata regularmente temas relacionados con las redes sociales, tales como YouTube, Facebook, Google, Twitter, MySpace, así como sobre empresas tecnológicas (como Apple), aunque también informa sobre sitios y redes sociales de perfil más bajo.
Mashable es popular en muchas redes sociales. Según lo publicado en su homepage, para diciembre de 2011, tenía más de 2,6 millones de seguidores en Twitter, más de 730.000 seguidores en Facebook y más de 572.000 suscriptores de RSS.